# Куторкин, Андрей Дмитриевич
Андрей Дмитриевич Куторкин, псевдоним: А. Ёндол (12 августа 1906, Студенец, Симбирская губерния — 12 мая 1991, Саранск) — советский эрзянский поэт, прозаик.

## Биография
Место рождения — деревня Студенец Алатырского уезда (ныне в составе села Напольное Порецкого района Чувашской Республики).
С 1934 года член Союза писателей СССР, был делегатом 1-го Всесоюзного съезда советских писателей.

## Работы
- «Раужо палмань» (Чёрный столб, 1934),
- «Ламзурь» (роман в стихах, 1941, по его мотивам создана первая мордов. опера),
- «Покш ки лангсо умарина» (Яблоня у большака, 1958),
- «Лажныця Сура» (Бурливая Сура, в 3 книгах: 1969, 1979, 1987) и др.

## Награды и звания
- орден Трудового Красного Знамени (22.08.1986)
- 2 ордена «Знак Почёта» (09.01.1950; 23.03.1976)
- медали
- Заслуженный писатель Мордовской АССР (1966)
- народный писатель Мордовской АССР (1984)
- лауреат Государственной премии Мордовской АССР (1987)